# Cinnamomum kingdon-wardii
Cinnamomum kingdon-wardii là loài thực vật có hoa trong họ Nguyệt quế. Loài này được Kosterm. miêu tả khoa học đầu tiên năm 1998.